# Elsa Martinelli
Elsa Martinelli, nome artístico de Elsa Tia (Grosseto, 30 de janeiro de 1935 – 8 de julho de 2017), foi uma atriz italiana.

## Carreira
Começou sua carreira em Roma, como modelo, depois fazendo pequenos papéis em filmes italianos. Em 1953, foi para Nova York sem saber inglês e com U$20 no bolso atrás de uma carreira de modelo e atriz nos Estados Unidos e três anos depois conseguiu seu primeiro papel importante em Hollywood no filme The Indian Fighter, com Kirk Douglas, descoberta por ele na capa de uma revista de moda. No mesmo ano, Elsa ganhou o Urso de Prata de Melhor Atriz no Festival de Berlim, no papel principal de Donatella, de Mario Monicelli.
Desde então, ela dividiu sua carreira entre a Europa e os Estados Unidos, trabalhando em filmes como Hatari! (1962) com John Wayne, O Processo (1962) com Anthony Perkins e Jeanne Moreau, The V.I.P.s (1963) com Richard Burton e Elizabeth Taylor e Candy (1968) uma superprodução com elenco multiestelar que incluía Marlon Brando, Charles Aznavour, Richard Burton e o beatle Ringo Starr.
A partir da década de 1970, em que se tornou personagem frequente do jet-set internacional ao lado de personalidades como Aristoteles Onassis, Maria Callas e Carlo Ponti, ela passou a dedicar sua carreira a telefilmes e à minisséries de televisão da RAI e chegou a trabalhar como decoradora de interiores em Roma nos anos 80.
Elsa foi casada com o conde Franco Mancinelli Scotti di San Vito, entre 1957 e 1960, com quem tem uma filha, Cristiana, nascida em 1956 e também atriz.
Martinelli morreu em Roma em 8 de julho de 2017, aos 82 anos.

## Filmografia

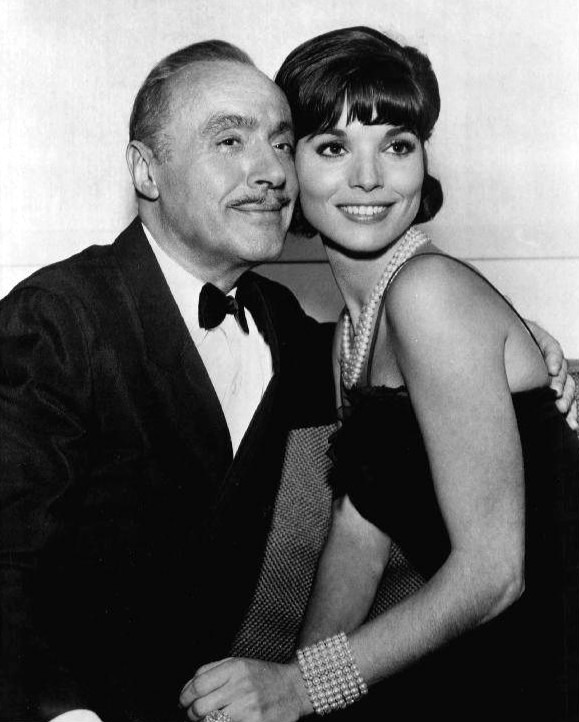
Charles Boyer e Elsa Martinelli em The Rogues (1964)

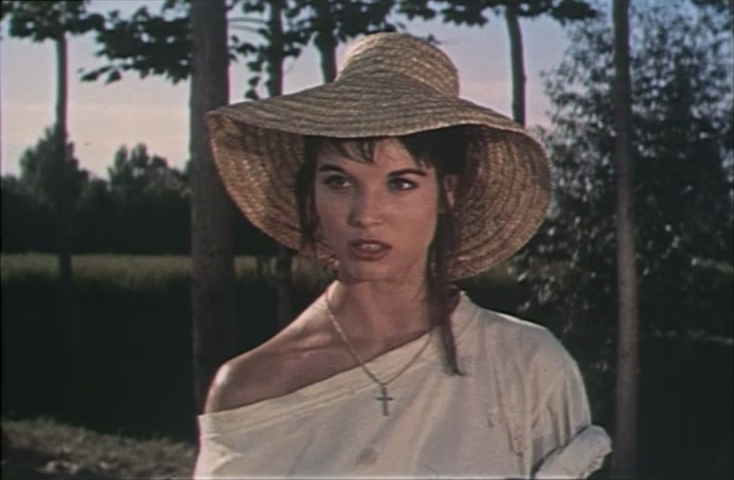
Martinelli em Rice Girl (1956)

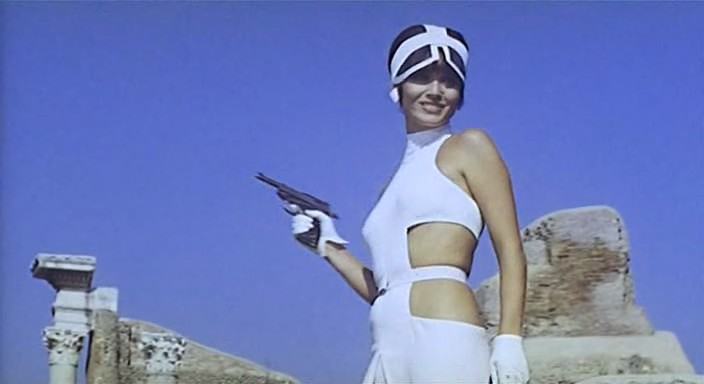
Martinelli em The 10th Victim (1965)

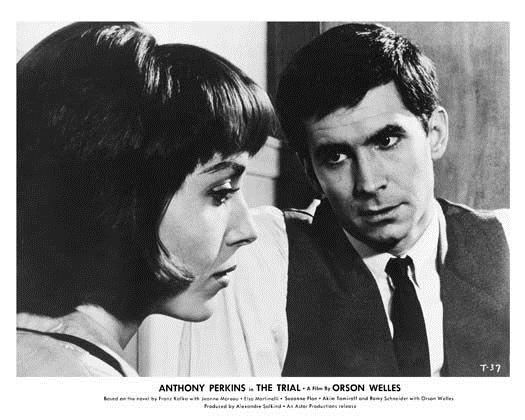
Martinelli em O Processo com Anthony Perkins de Orson Welles, em 1963

- The Red and the Black (1954) (sem créditos)
- If You Won a Hundred Million (1954) como Anna (segmento "L'indossatrice")
- The Indian Fighter (1955) como Onahti
- Rice Girl (1956) como Elena Nardi
- Donatella (1956) como Donatella Guiscardi
- Four Girls in Town (1957) como Maria Antonelli
- Manuela (1957) como Manuela Hunt
- La mina (1958) como Lucia
- Prisoner of the Volga (1959) como Mascha
- Ciao, ciao bambina! (1959) como Diana
- Tunis Top Secret (1959) como Kathy Sands
- Wild Cats on the Beach (1959) como Doriana
- Bad Girls Don't Cry (1959) como Anna
- Call Girls of Rome (1960) como Marisa
- Blood and Roses (1960) como Georgia Monteverdi
- Il carro armato dell'8 settembre (1960) como Mirella
- Captain Blood (1960) como Gisèle d'Angoulême
- Love in Rome (1960) como Fulvia
- The Menace (1961) como Lucile
- Hatari! (1962) como Anna Maria 'Dallas' D'Allesandro
- The Pigeon That Took Rome (1962) como Antonella Massimo
- Pelle viva (1962) como Rosaria
- The Trial (1962) como Hilda
- The V.I.P.s (1963) como Gloria Gritti
- Rampage (1963) como Anna
- All About Loving (1964) como Mathilde
- Marco the Magnificent (1965) como A Mulher do Chicote
- Je vous salue, mafia! (1965) como Sylvia
- Diamonds Are Brittle (1965) como Juliette
- L'or du duc (1965) como Sonia
- The 10th Victim (1965) como Olga
- How I Learned to Love Women (1966) como Monica, pilota de rali
- Maroc 7 (1967) como Claudia
- The Oldest Profession (1967) como Domitilla (segmento "Nuits romaines, Les")
- Woman Times Seven (1967) como Pretty woman (segmento "Super Simone")
- it (1967) como Laureen
- Manon 70 (1968) como Annie
- The Belle Starr Story (1968) como Belle Starr
- Madigan's Millions (1968) como Vic Shaw
- Candy (1968) como Livia
- If It's Tuesday, This Must Be Belgium (1969) como Maria, mulher na ponte veneziana
- Maldonne (1969) como Gilberte de Baer
- Una sull'altra (1969) como Jane Bleeker
- The Pleasure Pit (1969) como Martine
- L'amica (1969) como Carla Nervi
- OSS 117 Takes a Vacation (1970) como Elsa
- La araucana (1971) como Inés de Suárez
- The Lion's Share (1971) como Annie
- Il garofano rosso (1976) como Zobeida
- I Am an ESP (1985) como Carla Razzi
- Pigmalione 88 (1988)
- Once Upon a Crime (1992) como Carla a agente